# Okinawayusurika otsurui
Okinawayusurika otsurui är en tvåvingeart som beskrevs av Sasa och Hasegawa 1988. Okinawayusurika otsurui ingår i släktet Okinawayusurika och familjen fjädermyggor. Inga underarter finns listade i Catalogue of Life.